# Dane Zajc

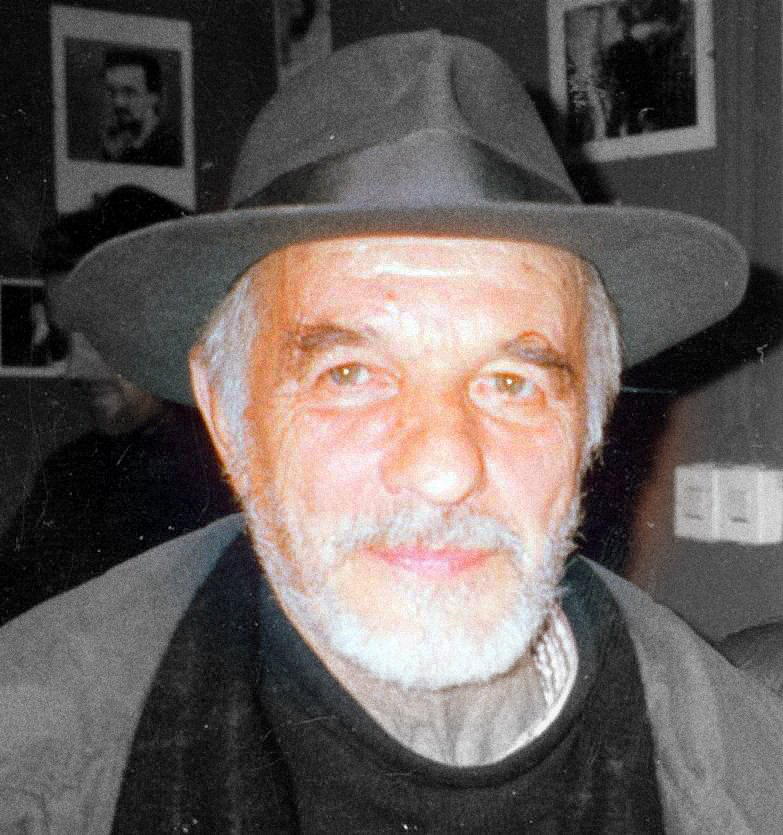
Dane Zajc

Dane Zajc (* 26. Oktober 1929 in Zgornja Javoršica bei Moravče, Jugoslawien, heute Slowenien; † 20. Oktober 2005 in Ljubljana) war ein slowenischer Dichter, Dramatiker und Autor.

## Leben
Zajc beendete seine Schulausbildung in Ljubljana und arbeitete dort bis zu seinem Ruhestand als Bibliothekar in einer Kinderbücherei. Er veröffentlichte seine ersten Gedichte 1948 in der Zeitschrift Mladinska revija. Später erschienen Werke in Beseda, Naša sodobnost, Revija 57, Perspektive, Problemi, Sodobnost und Nova revija.
Dane Zajc wurde als bedeutendster zeitgenössischer slowenischer Dichter und Dramatiker angesehen und erhielt in seiner Heimat alle maßgeblichen Literaturpreise, einschließlich des renommierten Prešeren-Preises. Die Bücher von Dane Zajc wurden in mehrere Sprachen übersetzt. Er leitete von 1991 bis 1995 die slowenische Sektion des PEN-Zentrums. Zajc war Mitglied der Slowenischen Akademie der Wissenschaften und Künste.

## Werke (Auswahl)

### Gedichte
- Požgana trava (1958)
- Jezik iz zemlije (1961)
- Ubijavci kač (1968)
- Pesmi (1973)
- Rožengruntar (1975)
- Si videl (1979)
- Zarotitve (1985)
- Znaki (1987)
- Dol Dol (1998)

### Dramen
- Otroka reke (1963)
- Potohodec (1971)
- Voranc (1978)
- Mlada Breda (1981)
- Kelevala (1986)
- Medja (1988)
- Grmače (1995)

### Übersetzungen
- Dane Zajc, Matjaz Vipotnik: Erdsprache: Gedichte. Wieser Verlag, ISBN 3-85129-031-3.
- Dane Zajc, Fabjan Hafner: Hinter den Übergängen. Klett-Cotta 2003, ISBN 3-608-93622-X.
- Dane Zajc, Erica Johnson Debeljak: Barren Harvest: Selected Poems. White Pine Press, New York 2004, ISBN 1-893996-67-0.

### Vertonung
Der US-amerikanische Musiker Chris Eckman (The Walkabouts) vertont Gedichte von Dane Zajc auf dem 2008 erschienenen Album „The Last Side of the Mountain“.